# Oberengstringen
Oberengstringen (gzu. Oberäischtrige, Oberäischtringe) – miejscowość i gmina (Politische Gemeinde) w północnej Szwajcarii, w kantonie Zurych, w okręgu (Bezirk) Dietikon. Leży nad rzeką Limmat.

## Demografia
W Oberengstringen mieszka 6810 osób. W 2021 roku 35,5% populacji gminy stanowiły osoby urodzone poza Szwajcarią.

## Transport
Przez teren gminy przebiega autostrada A1.